# ロッキーのテーマ
「ロッキーのテーマ」（"Gonna Fly Now", または "Theme from Rocky"）は、アメリカ映画『ロッキー』の主題歌であり、ビル・コンティが作曲、キャロル・コナーズとアイン・ロビンズが作詞を務め、デエッタ・ウェストとネルソン・ピグフォードが歌った。『ロッキー』の中では主人公のロッキー・バルボアがフィラデルフィア美術館の階段を駆け上がり、ビクトリーポーズをとる場面で使われた。
なお、サントラ盤シングルレコードの発売当時の邦題は「ロッキー」だった。

## パーソネル
- デエッタ・ウェスト - ヴォーカル
- ネルソン・ピグフォード - ヴォーカル

## 評価
第49回アカデミー賞では主題歌賞にノミネートされた。アメリカン・フィルム・インスティチュートが発表した「アメリカ映画主題歌ベスト100」では58位となった。

## チャート
| 年   | チャート                             | 最高 順位 |
| ---- | ------------------------------------ | --------- |
| 1977 | オーストラリア KMR                   | 13        |
| 1977 | カナダ RPM Top Singles               | 8         |
| 1977 | ニュージーランド (Recorded Music NZ) | 22        |
| 1977 | US Billboard Hot 100                 | 1         |
| 1977 | US Billboard Adult Contemporary      | 20        |
| 2007 | US Hot Ringtones (Billboard)         | 19        |

| チャート (1977)        | 順位 |
| ---------------------- | ---- |
| オーストラリア         | 67   |
| カナダ                 | 82   |
| 米国 Billboard Hot 100 | 21   |

## 主なカバー
- メイナード・ファーガソン
- ニニ・ロッソ
- ジャン・クロード・ボレリー
- フェランテ＆タイシャー（英語版）
- ザ・ベンチャーズ
- エリック・ミヤシロ
- リズム・ヘリテイジ（英語版）
- ブライアン・マックナイト
- マクシム・ムルヴィツァ
- ヘンリー・マンシーニ
- ロイヤル・フィルハーモニー管弦楽団
- シンフォニア・ヴァルソヴィア
- シエナ・ウインド・オーケストラ
- 東京佼成ウインドオーケストラ
- 後藤次利
- 橘ゆり
- JETT.A
- note native
- クリヤ・マコト
- 竹本泰蔵
- 銀魂